# Орландо Сити
«Орла́ндо Си́ти» (англ. Orlando City SC) — американский профессиональный футбольный клуб из Орландо, штата Флорида. Выступает в MLS, высшей футбольной лиге США и Канады, с 2015 года.

## История клуба
25 октября 2010 года британская инвестиционная группа во главе с Филом Ролинзом, владельцы клуба лиги USL Pro «Орландо Сити», заявили о плане добиться членства в лиге MLS в течение ближайших нескольких лет. 17 февраля 2013 года к группе инвесторов примкнул бразильский предприниматель Флавио Аугусто да Силва, ставший мажоритарным владельцем клуба. Да Силва неоднократно заявлял, что, если его клубу дадут возможность вступить в MLS, он подпишет контракт с Кака, с которым находится в дружеских отношениях, либо с аналогичной звездой бразильского футбола.
19 ноября 2013 года «Орландо Сити» был объявлен двадцать первой франшизой лиги MLS, высшей футбольной лиги США и Канады, начало выступления клуба было намечено на сезон 2015. Стоимость вступления в лигу составила $70 миллионов.
9 июня 2014 года «Орландо Сити» объявил о подписании партнёрского соглашения с португальской «Бенфикой». Клубы будут содействовать в области развития молодых игроков, проводить совместные тренировки и товарищеские матчи, а также делиться опытом по управлению клубами. Помимо этого клубы разработают совместный план развития спортивных стипендий для обучения молодых футболистов в университетах США.
1 июля 2014 года клуб официально объявил о заключении контракта с Кака в качестве назначенного игрока. До начала нового сезона в MLS Кака выступал в аренде за «Сан-Паулу».
21 ноября 2014 года контракт главного тренера Эдриана Хита, тренировавшего «Орландо Сити» в USL Pro, был продлён до конца сезона 2017.
Свой дебютный матч в MLS «Орландо Сити» провёл 8 марта 2015 года, в котором сыграл вничью 1:1 с другим новичком лиги — клубом «Нью-Йорк Сити». Автором первого гола в истории клуба стал Кака, сравнявший счёт в компенсированное время ко второму тайму. На матче, состоявшемся на «Орландо Ситрус Боул Стэдиум», присутствовало 62 510 зрителей, что установило рекорд посещаемости футбольных матчей в Орландо, превысив в том числе посещаемость матчей чемпионата мира 1994, проводившихся там же. Первую победу клуб одержал в следующем матче 13 марта, одолев на выезде «Хьюстон Динамо» со счётом 0:1. Сезон 2015 «Орландо Сити» завершил на седьмом месте в Восточной конференции, на ступень ниже зоны плей-офф. Канадский нападающий клуба Кайл Ларин, выбранный первым на Супердрафте 2015, установил новый рекорд результативности MLS для новичков, забив 17 мячей, и был признан новичком года в лиге.
6 мая 2016 года «Орландо Сити» объявил о заключении договорённости о сотрудничестве с клубом Премьер-лиги «Сток Сити». Согласно договорённости клубы смогут обмениваться игроками и совмещать ресурсы по маркетингу и поиску новых игроков.
6 июля 2016 года Эдриан Хит был уволен из клуба за неудовлетворительные результаты. В том же месяце на должность главного тренера был назначен Джейсон Крайс. Сезон 2016 окончился для «львов» снова без плей-офф.
С началом сезона 2017 «Орландо Сити» переехал на новый собственный стадион. Год, завершившийся для клуба в очередной раз без постсезона, стал последним для Кака в «Орландо Сити».
15 июня 2018 года «Орландо Сити» объявил о расставании с Джейсоном Крайсом после шести поражений подряд. 29 июня на пост главного тренера был утверждён Джеймс О’Коннор. Под руководством ирландского специалиста клуб в оставшейся части сезона 2018 смог выиграть только в двух матчах из 17-ти.
7 октября 2019 года О’Коннор был уволен, после того как в сезоне 2019 клуб финишировал на 11-м месте в Восточной конференции, вновь не сумев пробиться в плей-офф. 4 декабря 2019 года главным тренером «Орландо Сити» был назначен колумбиец Оскар Пареха.

## Символика

### Эмблема и цвета
13 мая 2014 года клуб представил логотип, с которым впоследствии начал выступления в MLS в 2015 году. Клуб провёл открытый конкурс на лучший дизайн эмблемы на который поступило более тридцати предложений от различных агентств. В конкурсе победил дизайнер, который также является болельщиком и владельцем сезонного абонемента на матчи клуба. На пурпурной эмблеме запечатлены лев на фоне солнца. Солнце символизирует штат Флориду, известным под официальным прозвищем «Солнечный штат». Двадцать один луч солнца на эмблеме символизируют вступление «Орландо Сити» двадцать первой франшизой в лигу MLS. Официальное прозвище команды — «львы». Фигура льва на эмблеме отражает это прозвище. Так как в Орландо расположен Дисней Уорлд, фигура льва также отдаёт дань диснеевскому Королю Льву.
Основной цвет клуба — пурпурный.

### Форма

#### Домашняя
| 2015—2017 | 2017—2019 | 2019—2021 | 2021—2023 | 2023—2025 | 2025—н. в. |

#### Гостевая
| 2015—2016 | 2016—2018 | 2018—2020 | 2020—2022 | 2022—2024 | 2024—н. в. |

Источники:,

### Экипировка
| Период     | Производитель | Период     | Титульный спонсор | Период     | Рукавный спонсор |
| ---------- | ------------- | ---------- | ----------------- | ---------- | ---------------- |
| 2015—н. в. | Adidas        | 2015—н. в. | Orlando Health    | 2023—н. в. | Apple TV+        |

## Стадион

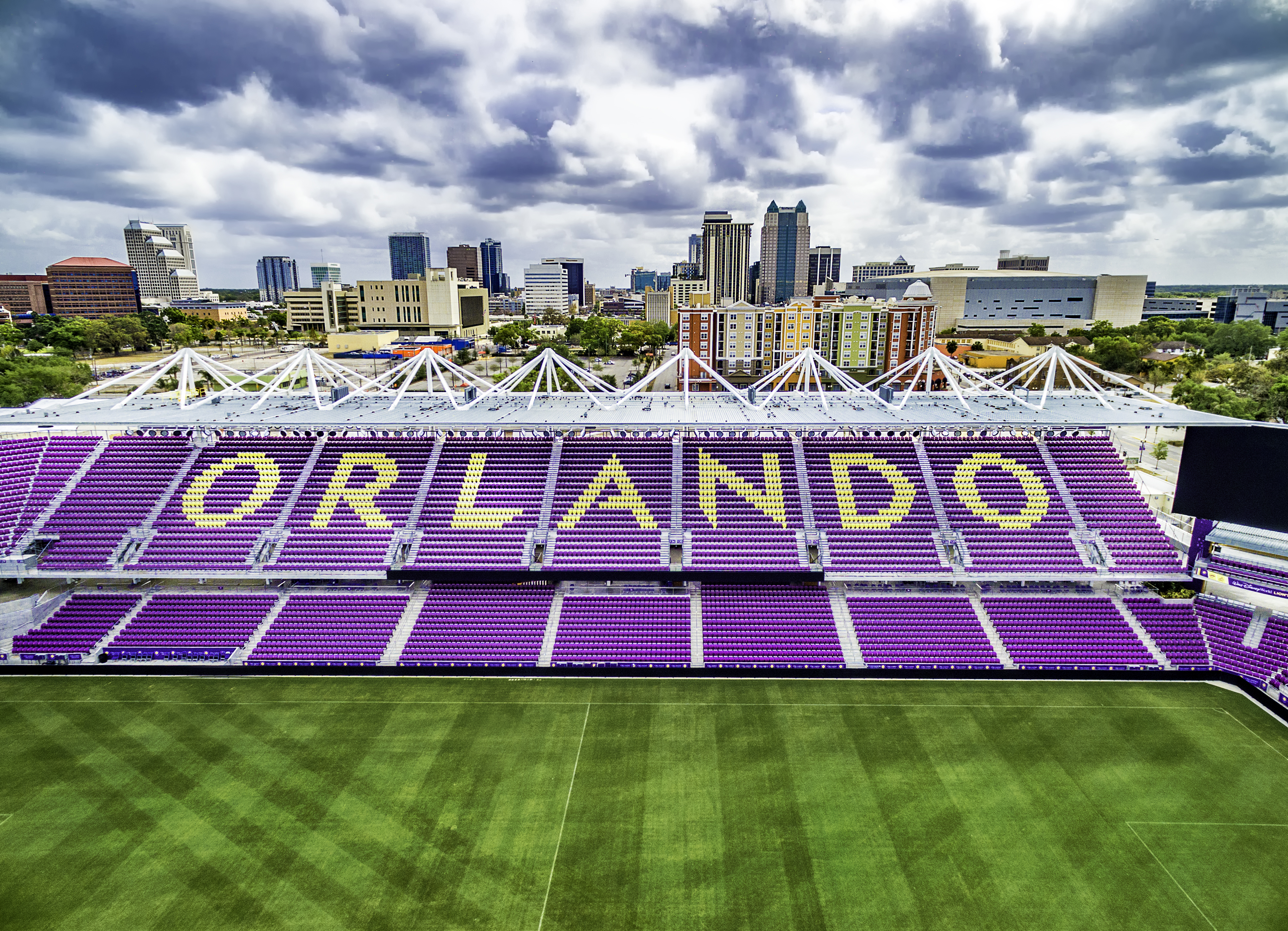
Восточная трибуна
«Эксплория Стэдиум»

В первые два сезона в MLS «Орландо Сити» проводил домашние игры на многофункциональном стадионе «Кэмпинг Уорлд Стэдиум», вмещающем 61 348 зрителей.
В 2017 году клуб построил свой собственный стадион на 25 500 мест в даунтауне Орландо. Стоимость строительства составила $155 млн. «Орландо Сити Стэдиум» был открыт матчем стартового тура сезона 2017 5 марта, в котором при солд-ауте «Орландо Сити» обыграл «Нью-Йорк Сити» благодаря голу Кайла Ларина 1:0.
4 июня 2019 года права на название стадиона были проданы базирующейся во Флориде компании — владельцу туристического жилья Exploria Resorts, в результате чего стадион был переименован в «Эксплория Стэдиум».

## Фарм-клуб
В ноябре 2011 года клуб лиги USL PRO «Орландо Сити» приобрёл команду лиги USL PDL «Сентрал Флорида Крейз» и переименовал её в «Орландо Сити до 23». После сезона 2015, первого для «Орландо Сити» в лиге MLS, команда до 23 лет прекратила существование.
Перед сезоном 2015 франшиза USL PRO «Орландо Сити» переехала в Луисвилл, где была преобразована в «Луисвилл Сити», который стал младшим партнёром клуба MLS «Орландо Сити».
30 июня 2015 года «Орландо Сити» объявил о запуске собственного фарм-клуба в USL с сезона 2016, в связи с чем аффилирование «Луисвилл Сити» после сезона 2015 было прекращено. 15 октября 2015 года фарм-клуб получил название — «Орландо Сити Б».
12 января 2018 года было объявлено, что «Орландо Сити Б» не будет участвовать в предстоящем сезоне USL.
6 сентября 2018 года было анонсировано возвращение «Орландо Сити Б» в качестве участника нового третьего дивизиона ЮСЛ, берущего старт в 2019 году, который позднее был назван Лига один ЮСЛ.

## Текущий состав
| 1  | Флаг Перу      | Вр  | Педро Гальесе          | 1990 |  |  |  |  |  |
| 12 | Флаг Венесуэлы | Вр  | Хавьер Отеро           | 2002 |  |  |  |  |  |
| 99 | Флаг Мексики   | Вр  | Карлос Меркадо         | 1999 |  |  |  |  |  |
|    |                |     |                        |      |  |  |  |  |  |
| 3  | Флаг Бразилии  | Защ | Рафаэль Сантос         | 1998 |  |  |  |  |  |
| 4  | Флаг Словении  | Защ | Давид Брекало          | 1998 |  |  |  |  |  |
| 6  | Флаг Швеции    | Защ | Робин Янссон (капитан) | 1991 |  |  |  |  |  |
| 15 | Флаг Аргентины | Защ | Родриго Шлегель        | 1997 |  |  |  |  |  |
| 17 | Флаг Исландии  | Защ | Дагур Торхальссон      | 2000 |  |  |  |  |  |
| 24 | Флаг США       | Защ | Кайл Смит              | 1992 |  |  |  |  |  |
| 29 | Флаг США       | Защ | Тахир Рид-Браун        | 2006 |  |  |  |  |  |
| 30 | Флаг США       | Защ | Алекс Фримен           | 2004 |  |  |  |  |  |
| 68 | Флаг США       | Защ | Томас Уильямс          | 2004 |  |  |  |  |  |
|    |                |     |                        |      |  |  |  |  |  |
| 5  | Флаг Уругвая   | ПЗ  | Сесар Араухо           | 2001 |  |  |  |  |  |
| 10 | Флаг Аргентины | ПЗ  | Мартин Охеда           | 1998 |  |  |  |  |  |
| 16 | Флаг Перу      | ПЗ  | Вильдер Картахена      | 1994 |  |  |  |  |  |

| 20 | Флаг Колумбии  | ПЗ  | Эдуард Атуэста    | 1997 |  |  |  |  |  |
| 23 | Флаг Ганы      | ПЗ  | Шак Мохаммед      | 2003 |  |  |  |  |  |
| 25 | Флаг США       | ПЗ  | Колин Гаск        | 2007 |  |  |  |  |  |
| 35 | Флаг Франции   | ПЗ  | Жоран Гербет      | 2001 |  |  |  |  |  |
| 65 | Флаг США       | ПЗ  | Густаво Карабальо | 2008 |  |  |  |  |  |
| 95 | Флаг США       | ПЗ  | Фавиан Лойола     | 2005 |  |  |  |  |  |
| 96 | Флаг США       | ПЗ  | Закария Таифи     | 2005 |  |  |  |  |  |
|    |                |     |                   |      |  |  |  |  |  |
| 7  | Флаг Аргентины | Нап | Рамиро Энрике     | 2001 |  |  |  |  |  |
| 9  | Флаг Колумбии  | Нап | Луис Мурьель      | 1991 |  |  |  |  |  |
| 11 | Флаг Колумбии  | Нап | Николас Родригес  | 2004 |  |  |  |  |  |
| 13 | Флаг США       | Нап | Данкан Макгуайр   | 2001 |  |  |  |  |  |
| 34 | Флаг Японии    | Нап | Ютаро Цукада      | 2001 |  |  |  |  |  |
| 77 | Флаг Колумбии  | Нап | Иван Ангуло       | 1999 |  |  |  |  |  |
| 87 | Флаг Хорватии  | Нап | Марко Пашалич     | 2000 |  |  |  |  |  |

## Тренеры
- Эдриан Хит (1 января 2015 — 6 июля 2016)
- Бобби Мёрфи (7—19 июля 2016, 15 июня — 2 июля 2018, и. о.)
- Джейсон Крайс (19 июля 2016 — 15 июня 2018)
- Джеймс О’Коннор (3 июля 2018 — 7 октября 2019)
- Оскар Пареха (4 декабря 2019 — н. в.)

## Статистика
| Сезон | Регулярный сезон MLS | Регулярный сезон MLS | Регулярный сезон MLS | Регулярный сезон MLS | Регулярный сезон MLS | Регулярный сезон MLS | Регулярный сезон MLS | Место | Место | Кубок MLS  | Открытый кубок США | Лига чемпионов КОНКАКАФ | Прочие      | Прочие     | Лучший бомбардир | Голов |
| Сезон | И                    | В                    | Н                    | П                    | ГЗ                   | ГП                   | О                    | К     | О     | Кубок MLS  | Открытый кубок США | Лига чемпионов КОНКАКАФ | Прочие      | Прочие     | Лучший бомбардир | Голов |
| ----- | -------------------- | -------------------- | -------------------- | -------------------- | -------------------- | -------------------- | -------------------- | ----- | ----- | ---------- | ------------------ | ----------------------- | ----------- | ---------- | ---------------- | ----- |
| 2015  | 34                   | 12                   | 8                    | 14                   | 46                   | 56                   | 44                   | 7     | 14    | DNQ        | 1/4 финала         | Не квалифицировался     | –           | –          | Кайл Ларин       | 18    |
| 2016  | 34                   | 9                    | 14                   | 11                   | 55                   | 60                   | 41                   | 8     | 15    | DNQ        | 1/8 финала         | Не квалифицировался     | –           | –          | Кайл Ларин       | 14    |
| 2017  | 34                   | 10                   | 9                    | 15                   | 39                   | 58                   | 39                   | 10    | 18    | DNQ        | 4-й раунд          | Не квалифицировался     | –           | –          | Кайл Ларин       | 12    |
| 2018  | 34                   | 8                    | 4                    | 22                   | 43                   | 74                   | 28                   | 11    | 22    | DNQ        | 1/4 финала         | Не квалифицировался     | –           | –          | Дом Дуайер       | 13    |
| 2019  | 34                   | 9                    | 10                   | 15                   | 44                   | 52                   | 37                   | 11    | 22    | DNQ        | полуфинал          | Не квалифицировался     | –           | –          | Нани             | 12    |
| 2020  | 23                   | 11                   | 8                    | 4                    | 40                   | 25                   | 41                   | 4     | 5     | 1/4 финала | отменён            | Не квалифицировался     | MLS is Back | финалист   | Крис Мюллер      | 10    |
| 2021  | 34                   | 13                   | 12                   | 9                    | 50                   | 48                   | 51                   | 6     | 10    | 1/8 финала | отменён            | Не квалифицировался     | Кубок лиг   | 1/4 финала | Дэрил Дике       | 11    |
| 2022  | 34                   | 14                   | 6                    | 14                   | 44                   | 53                   | 48                   | 7     | 13    | 1/8 финала | победитель         | Не квалифицировался     | –           | –          | Факундо Торрес   | 13    |
| 2023  | 34                   | 18                   | 9                    | 7                    | 55                   | 39                   | 63                   | 2     | 2     | 1/4 финала | 1/16 финала        | 1/8 финала              | Кубок лиг   | Группа     | Данкан Макгуайр  | 15    |